# 试马镇
试马镇，是中华人民共和国陕西省商洛市商南县下辖的一个乡镇级行政单位。

## 行政区划
试马镇下辖以下地区：
试马街村、栗子坪村、荆家河村、观音堂村、郭家垭村、红庙村、大坪村、毛河村、石槽沟村、八龙村、百家岗村、纸坊沟村、清泉村、百鸡村和琵琶村。